# Pieter Cullis
Pieter Rutter Cullis (* 1946) ist ein kanadischer Biochemiker, Lipidforscher und Unternehmer. Er ist für seine Beiträge zum Transport von Arzneistoffen in Lipid-Nanopartikeln (LNP) bekannt. Seine Methoden ermöglichten unter anderem die Entwicklung der verbreiteten SARS-CoV-2-Impfstoffe auf mRNA-Basis, aber auch von neuen Medikamenten gegen Krebs.

## Leben und Wirken
Cullis erwarb an der University of British Columbia 1967 einen Bachelor und 1972 einen Ph.D. in Physik. Als Postdoktorand arbeitete er für das Medical Research Council an der University of Oxford und für die European Molecular Biology Organization an der Universität Utrecht. Während seiner weiteren akademischen Karriere blieb Cullis an der University of British Columbia, wo er 1985 eine Professur erhielt. Hier ist er (Stand 2022) Professor für Biochemie und Molekularbiologie an der Fakultät für Medizin und am Life Sciences Institute.
Pieter Cullis gründete verschiedene Biopharmazeutische Unternehmen, darunter Canadian Liposome Company, Inex Pharmaceuticals, Lipex Biomembranes, Northern Lipids und Protiva Biotherapeutics.
Zu den wichtigsten Leistungen Cullis’ gehört die Entwicklung von ionisierbaren kationischen Lipiden (wie als Komponente von beispielhaft ALC-0315), die aufgrund fehlender positiver Ladung bei neutralem pH nicht toxisch sind, nach Aufnahme in Endosomen mit saurem pH ihre Ladung nach positiv ändern und anschließend mittels Membranfusion ihren Wirkstoff in das Cytoplasma der Zelle abgeben. Noch vor den mRNA-Impfstoffen wurde das Prinzip unter anderem mit Patisiran zur Behandlung der ATTR-Amyloidose zur Anwendung gebracht.
Cullis hat laut Google Scholar einen h-Index von 142, laut Datenbank Scopus einen von 112 (Stand jeweils August 2025).

## Auszeichnungen (Auswahl)
- 2004: Mitglied der Royal Society of Canada[5]
- 2021: Prinz-Mahidol-Preis[2]
- 2021: Harvey-Preis[6][7]
- 2021: VinFuture Gran Prize[8]
- 2022: Officer der Order of Canada[9]
- 2022: Canada Gairdner International Award[10]
- 2022: Tang Prize für biopharmazeutische Forschung
- 2023: Mitglied der Royal Society
- 2024: Aufnahme in die Canadian Medical Hall of Fame
- 2025: Scheele-Preis

Das Journal of Drug Targeting widmete Cullis 2016 ein Sonderheft.